# Jankov (Benešovi járás)
Jankov település Csehországban, a Benešovi járásban. Jankov Popovice, Šebířov, Bystřice, Neustupov, Ratměřice, Veliš, Votice, Zvěstov és Postupice településekkel határos. Lakosainak száma 916 fő (2024. január 1.).

## Népesség
A település lakosságának változását az alábbi diagram mutatja:
| Lakosok száma | 2076 | 2322 | 1885 | 1305 | 943  | 893  | 925  | 917  | 894  | 916  |
|               | 1869 | 1890 | 1921 | 1950 | 1980 | 2001 | 2017 | 2019 | 2022 | 2024 |